# Rez Abbasi
Rez Abbasi (nacido el 27 de agosto de 1965) es un guitarrista, compositor y productor de música jazz estadounidense nacido en Pakistán.

## Biografía
Abbasi nació en Karachi, Pakistán. Cuando tenía cuatro años, su familia se mudó a Los Ángeles y con once comenzó a tocar guitarra. Pasó su adolescencia tocando en bandas de rock. Sin embargo, inspirado en un concierto del vocalista Ella Fitzgerald y el guitarrista Joe Pass, comenzó a dedicarse a la música jazz y clásica.
Estudió guitarra en la Universidad del Sur de California y en la Escuela de Música de Manhattan. Después de graduarse en 1989, pasó un par de meses en la India estudiando tabla con Alla Rakha, lo que despertó su interés por la música de India y Pakistán.
Viajó a la India para estudiar con el maestro de tabla Ustad Alla Rakha, para desarrollar un estilo de fusión este-oeste. Sin embargo, como dijo a la revista Guitar Player: "nunca he estudiado el sitar o el sarod porque para realmente aprender a tocar cualquiera de ellos habría tenido que renunciar a todo lo demás".
Ha sido miembro de los grupos: Coalición Indo-Pak y de Dakshani, liderados por el saxofonista Rudresh Mahanthappa, y ha tocado para su esposa y cantante Kiran Ahluwalia. También ha trabajado con Billy Hart, DD Jackson, Dave Liebman, Dave Pietro, Gary Thomas, Gary Versace, Kenny Werner, Marvin Smith, Rick Margitza, Sunny Jain, Tim Hagans y Tony Malaby.

## Discografía

### Como líder
- Rez Abbasi (Autoeditado, 1993)
- Tercer oído (Cathexis, 1995)
- Memoria moderna (Cathexis, 1998)
- Fuera del cuerpo (String Jazz, 2002)
- Encantador de serpientes (Sonidos de la Tierra, 2005)
- Bazar (Zoho, 2006)
- Cosas por venir (Sunnyside, 2009)
- Selección natural (Sunnyside, 2010)
- Suno Suno (Enja, 2011)
- Latido Continuo (Enja, 2012)
- Intenciones y propósitos (Enja, 2015)
- Detrás de la vibración (Cuneiforme, 2016)
- Universo sin filtrar (Torbellino, 2017)
- Un tiro de dados (Torbellino, 2019)
- Django-Shift (Torbellino, 2020)
- Oasis con Isabelle Oliver (Enja, 2020)
- Encanto (Torbellino, 2023)

### Como invitado
- Kiran Ahluwalia, Aam Zameen: Common Ground (Autoeditado 2011)
- Kiran Ahluwalia, Wanderlust (Conexión mundial, 2007)
- Mike Clark, Carnaval del Soul ( Owl Studios, 2010)
- Sunny Jain, Festival del Mango (Zoho, 2004)
- Rudresh Mahanthappa, parientes (Pi, 2008)
- Rudresh Mahanthappa, Apti (Innova, 2008)
- Dave Pietro, La Suite Chakra (Desafío, 2008)
- Adam Rudolph, Girando hacia la luz (Cuneiforme, 2015)